# Кампореале (Потенца)
Кампореале (итал. Camporeale) је насеље у Италији у округу Потенца, региону Базиликата.
Према процени из 2011. у насељу је живело 24 становника. Насеље се налази на надморској висини од 904 м.